# Роџер Кришчан
Роџер Ален Кришчан (енгл. Roger Allen Christian; Вороуд, 1. децембар 1935 − Гранд Фокс, 9. новембар 2011) некадашњи је амерички хокејаш на леду који је играо на позицијама нападача. Године 1989. постао је члан Куће славних америчког хокеја.
Као члан сениорске репрезентације Сједињених Држава освојио је златну олимпијску медаљу на ЗОИ 1960. у америчком Скво Валију. Играо је за амерички олимпијски тим и четири године касније на ЗОИ 1964. у Инзбруку.
Чланови његове уже и шире породице активно су се бавили и баве се хокејом на леду. Његова браћа Горди и Бил такође су играли за америчку репрезентацију током педесетих и шездесетих година прошлог века. Његов братић је амерички репрезентативац Брок Нелсон.